# Batalha das Pirâmides
A Batalha das Pirâmides, também conhecida como Batalha de Embabeh, foi um grande confronto travado em 21 de julho de 1798 entre o exército francês no Egito comandado por Napoleão Bonaparte e as forças locais mamelucas de Murade Bei. A batalha ocorreu perto da aldeia de Embabeh, do outro lado do rio Nilo vindo do Cairo, mas foi nomeada por Napoleão em homenagem à Grande Pirâmide de Gizé, visível a quase 15 quilômetros de distância. Engolido pela parte da margem oeste da cidade do Cairo, nada resta do campo de batalha hoje.
Depois de capturar Alexandria e cruzar o deserto, o exército francês, liderado pelo general Napoleão Bonaparte, obteve uma vitória decisiva contra o principal exército dos governantes mamelucos locais, exterminando quase todo o exército otomano localizado no Egito. Foi a primeira batalha em que Bonaparte pessoalmente concebeu e empregou a tática do quadrado divisional, com grande efeito. O desdobramento das brigadas francesas nessas enormes formações retangulares repetidamente repeliu várias cargas de cavalaria dos mamelucos.
A vitória efetivamente selou a conquista francesa do Egito, pois Murad Bey recolheu os remanescentes de seu exército, fugindo caoticamente para o Alto Egito. As baixas francesas totalizaram cerca de 300, mas as baixas otomanas e mamelucas chegaram aos milhares. Napoleão entrou no Cairo após a batalha e criou uma nova administração local sob sua supervisão. A batalha expôs o declínio militar e político fundamental do Império Otomano ao longo do século que passara, especialmente em comparação com o crescente poder da França.

## Prelúdio
Depois de desembarcar no Egito controlado pelos otomanos e capturar Alexandria em 2 de julho de 1798, o exército francês liderado pelo general Bonaparte marchou pelo deserto em direção ao Cairo. Eles encontraram as forças dos mamelucos a 15 quilômetros das Pirâmides e a apenas 6 quilômetros do Cairo. As forças mamelucas eram comandadas por dois mamelucos georgianos, Murad Bey e Ibrahim Bey, e tinham uma força de cavalaria poderosa e altamente treinada sob seu comando, bem como milícias fellahin atuando como infantaria.
Em 13 de julho, depois que batedores franceses localizaram o acampamento de Murad, Bonaparte ordenou um avanço em direção às forças inimigas, enfrentando-as durante a breve batalha de Chobrakit. Após a destruição de sua nau capitânia pela artilharia de campanha francesa, os mamelucos recuaram em vez de se engajaram, com a escaramuça assim terminando em uma pequena vitória francesa.

## A Batalha

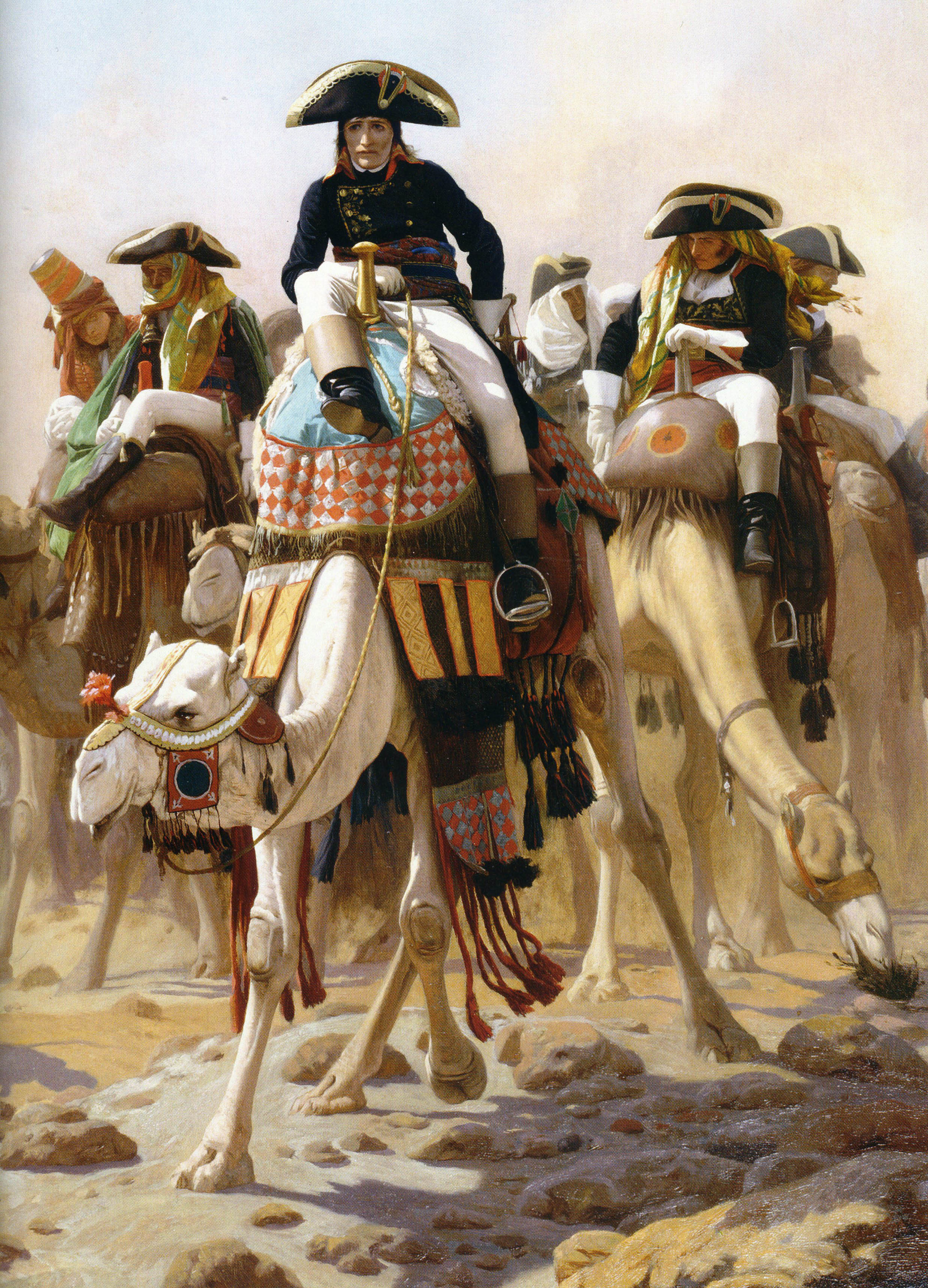
O General Bonaparte e seu estado-maior no Egito, óleo sobre tela de Jean-Léon Gérôme, 1867.

Em 21 de julho, depois de marchar a noite toda, os franceses alcançaram a força otomana nas proximidades da vila de Embabeh; após uma hora de descanso, os homens receberam ordens de se prepararem para a batalha. Bonaparte ordenou um avanço sobre o exército de Murad com cada uma das cinco divisões de seu exército organizadas em retângulos ocos com cavalaria e bagagem no centro e canhões nos cantos. Bonaparte exortou suas tropas a permanecerem firmes e manterem suas fileiras cerradas ao enfrentar a cavalaria mameluca.
“Soldados! Vocês vieram a este país para salvar os habitantes da barbárie, para trazer a civilização para o Oriente e subtrair esta bela parte do mundo da dominação da Inglaterra. Do alto dessas pirâmides quarenta séculos vos contemplam!” 

— General Bonaparte, Ordem do Dia pré-batalha.
As divisões francesas avançaram para o sul em escalão, com o flanco direito liderando e o flanco esquerdo protegido pelo Nilo. Da direita para a esquerda, Bonaparte postou as divisões de Louis Charles Antoine Desaix, Jean-Louis-Ébénézer Reynier, Charles-François-Joseph Dugua, Honoré Vial e Louis André Bon. Além disso, Desaix enviou um pequeno destacamento para ocupar a aldeia vizinha de Biktil, a oeste. Murad ancorou seu flanco direito no Nilo na aldeia de Embabeh, que foi fortificada e mantida com infantaria e alguns canhões antigos, enquanto seu flanco esquerdo foi ancorado na aldeia de Biktil, onde o resto de seus canhões foram colocados lá para protegê-los de manobras de flanqueamento dos franceses. Sua cavalaria mameluca desdobrou-se no centro, entre essas aldeias. O outro exército mameluco, comandado por Ibrahim Bey, ficou do outro lado do Nilo e observou os acontecimentos se desenrolarem, incapaz de atravessar e intervir. O plano original de Murad Bey era repelir os ataques franceses em seus flancos fortificados e depois atacar seu centro desmoralizado.
Como em Chobrakit, o exército francês era composto por cinco divisões: Desaix e Reynier comandavam a direita, composta por duas divisões, Menou e Bon a esquerda, também composta por duas divisões. Bonaparte está no centro com a divisão Kléber comandada por Dugua na ausência deste general ferido em Alexandria. Bonaparte então usa a estratégia mais adequada para combater as cargas da cavalaria mameluca: o quadrado de infantaria.
Bonaparte mandou colocar o exército em quadrados de 2 000 homens assim descritos por Adolphe Thiers:

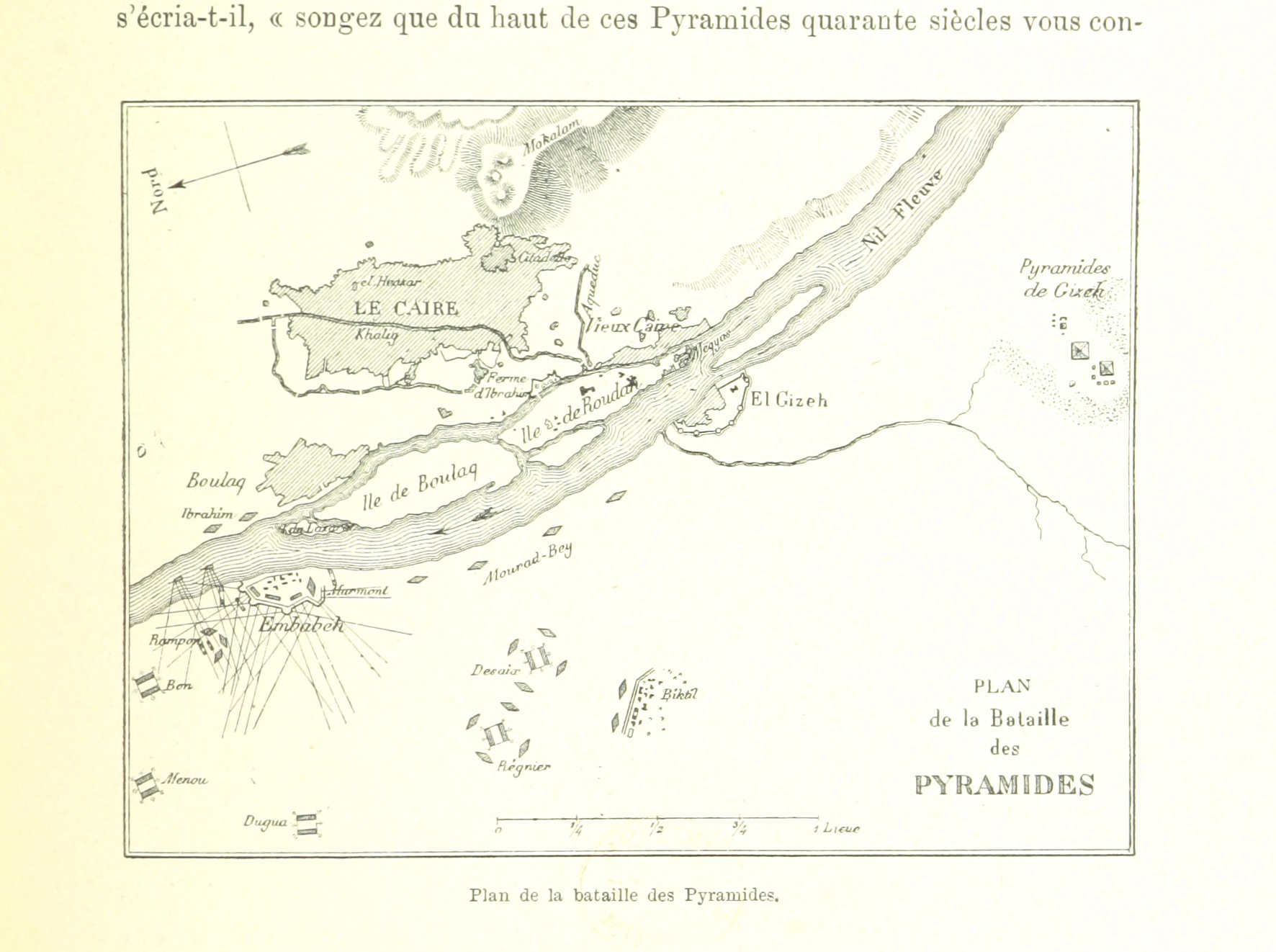
O plano da batalha.

“Cada divisão formava um quadrado; cada quadrado estava em seis linhas.
Atrás estavam as companhias de granadeiros em pelotão, prontas para reforçar os pontos de ataque.
A artilharia estava nos ângulos; bagagem e generais no centro.
Esses quadrados estavam se movendo.
Quando eles estavam em marcha, dois lados marchavam no flanco.
Quando eles foram carregados, eles tiveram que parar para fazerem face por todos os lados.
Então, quando quiseram tomar uma posição, as primeiras fileiras tiveram que se separar para formar colunas de ataque, e as outras tiveram que ficar para trás, ainda formando o quadrado, mas com apenas três homens de profundidade, e prontos para recolher as colunas de ataque."
Os mamelucos, sendo uma força que ainda é em grande parte feudal e medieval em todas as suas características práticas, incluindo suas forças armadas, estavam completamente em desacordo com o exército francês moderno. A maioria do exército egípcio era de convocados fellahin (camponeses), sua boca era o cavalo mameluco. Um episódio durante a batalha que demonstrou a cisão entre os exércitos ocorreu quando um cavaleiro mameluco, vestido com armadura pesada, cavalgou a poucos passos das linhas francesas e exigiu um duelo; conforme a tradição do Mubarizun. Os franceses responderam com tiros.
".... Então, a coluna que veio para lutar contra Murad Bey foi dividida de acordo com métodos conhecidos por eles (os franceses) na guerra, e se aproximou das barricadas, de modo que cercou os soldados por trás e pela frente, e seus tambores soaram, e ele enviou suas armas e canhões sucessivos, e o vento tornou-se mais feroz, e a fumaça tornou-se escura, e o mundo foi escurecido pela fumaça da pólvora e pela poeira do vento. Para as pessoas parecia que a terra tremeu e o céu caiu sobre ela." — ʻAbd al-Rah̤mān al-Jabartī, História do Egito.

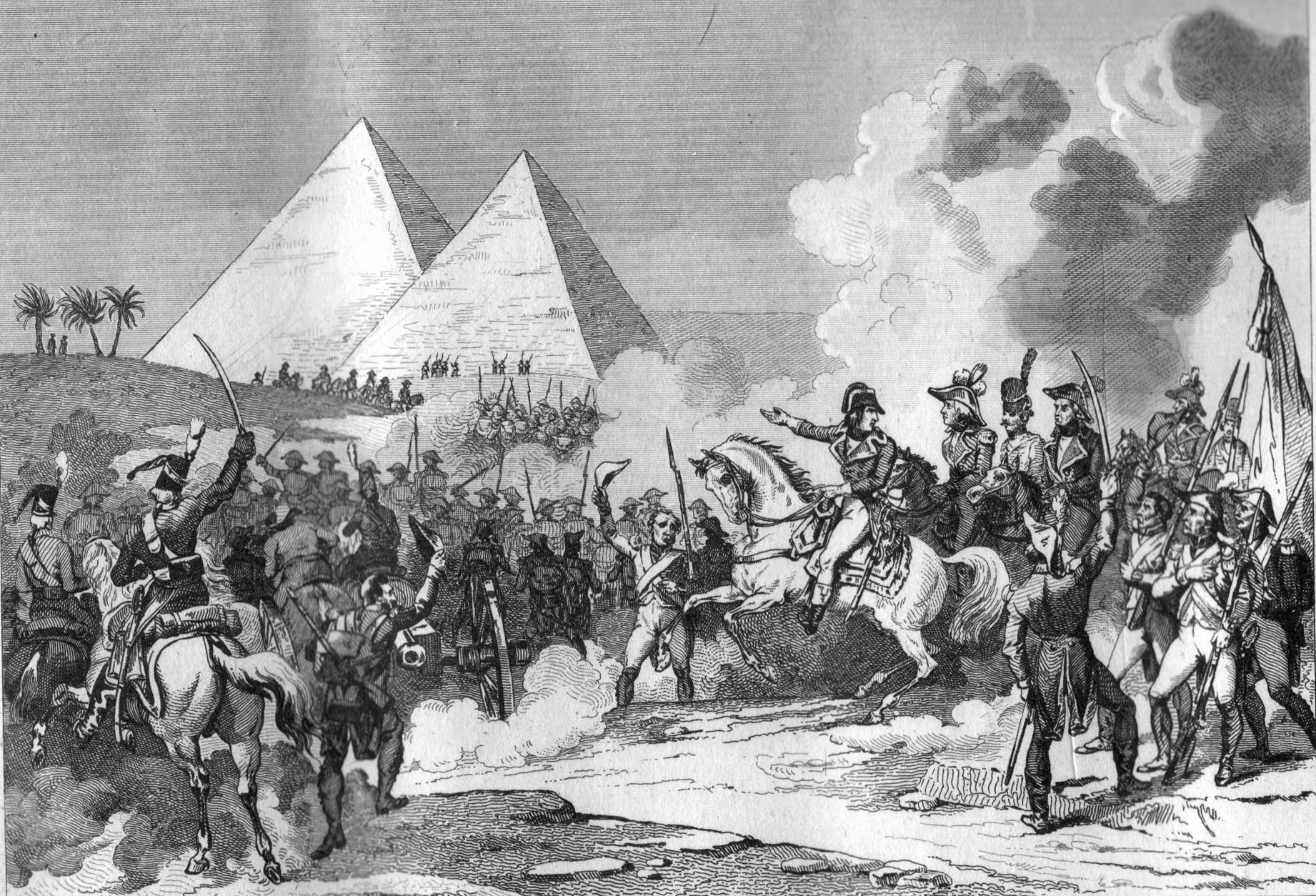
Representação da Batalha das Pirâmides no livro France Militaire Histoire des armées françaises de terre et de mer de 1792 à 1833 Tome 1, de Abel Hugo em 1835.

Napoleão ordenou que o quadrado de Desaix avançasse para a direita (em direção ao centro egípcio) e o resto de seus quadrados para a esquerda (na direção de Embebeh). Murad Bey viu uma oportunidade e ordenou que seu defterdar Ayyub Bey atacasse os quadrados franceses, e por volta das 15h30, a cavalaria mameluca atirou-se contra os franceses sem aviso prévio. Os quadrados divisionais de Desaix, Reynier e Dugua mantiveram-se firmes e repeliram os cavaleiros com mosquetes à queima-roupa e fogo de artilharia. Incapazes de impressionar as formações francesas, alguns dos mamelucos frustrados partiram para atacar a força destacada de Desaix.
Isso também foi um fracasso. Enquanto isso, mais perto do rio, a divisão de Bon se desdobrou em colunas de ataque e carregou contra Embabeh. Invadindo a aldeia, os franceses derrotaram a guarnição. Presos contra o rio, muitos mamelucos e infantaria tentaram nadar para a segurança, e centenas se afogaram. Os franceses relataram a perda de 29 mortos e 260 feridos. As perdas de Murad foram muito mais pesadas, talvez até 10 000, incluindo 3 000 da cavalaria mameluca de elite; seu defterdar Ayyub Bey também foi morto na batalha. O próprio Murad Bey também foi ferido na bochecha com um golpe de sabre.
Murad escapou para o Alto Egito com sua cavalaria sobrevivente de 3 000, onde realizou uma campanha de guerrilha ativa antes de ser derrotado por Desaix no final de 1799.

## Consequências

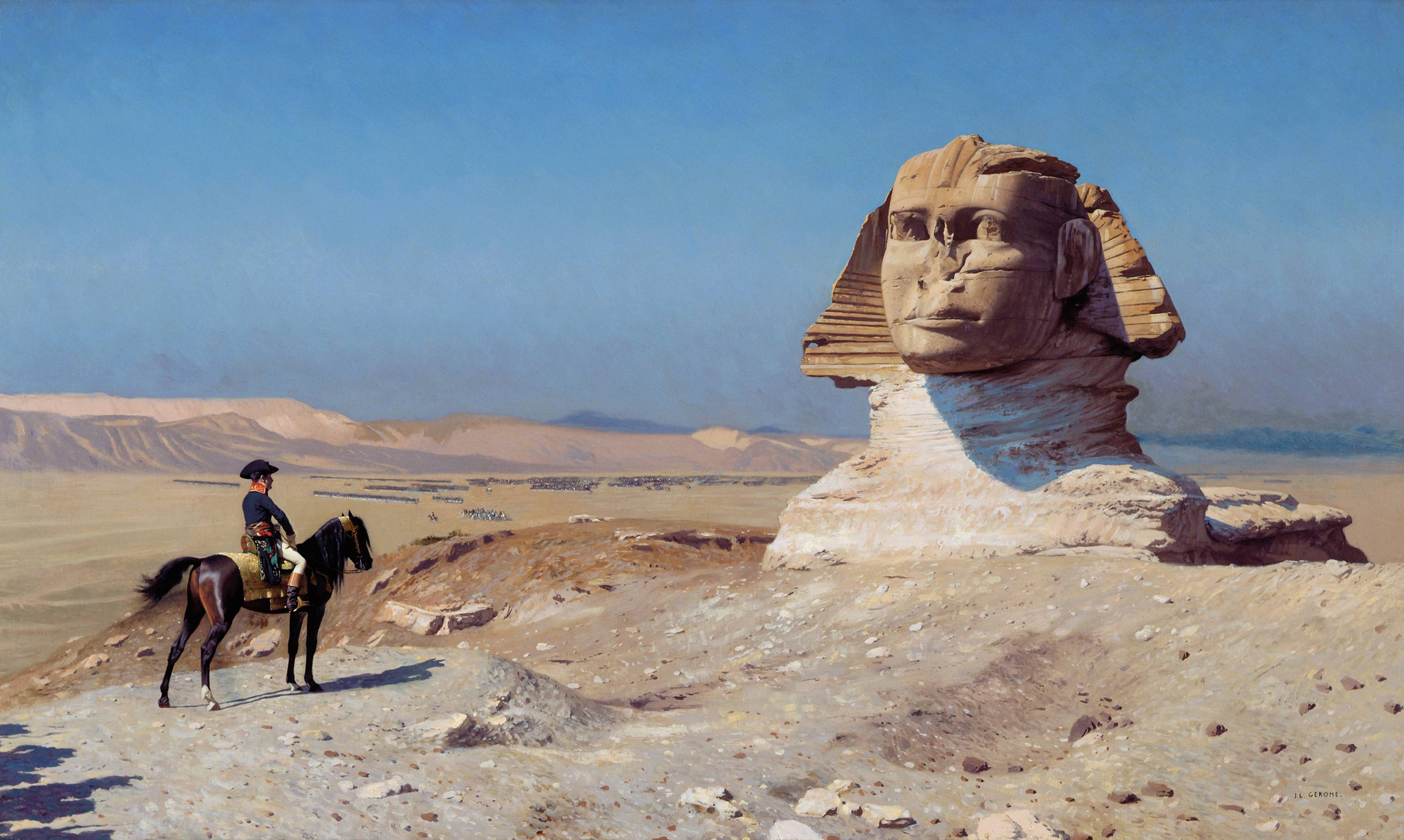
Bonaparte diante da Esfinge, por Jean-Léon Gérôme em 1886.

Ao ouvir a notícia da derrota de sua lendária cavalaria, os exércitos mamelucos que esperavam no Cairo se dispersaram para a Síria. Napoleão Bonaparte entrou na capital conquistada do Egito em 24 de julho. Em 11 de agosto, as forças francesas alcançaram Ibrahim Bey, infligindo-lhe uma derrota esmagadora em Salalieh.
Após a Batalha das Pirâmides, Napoleão instituiu a administração francesa no Cairo e reprimiu violentamente as rebeliões subsequentes. Embora Napoleão tentasse cooptar os ulemás egípcios locais, estudiosos como Al-Jabarti, ignorantes dos avanços que haviam ocorrido na Europa e entendendo pouco da chamada República da França, desprezavam as ideias e os modos culturais dos franceses. Apesar de suas declarações cordiais aos nativos, com alguns soldados franceses até se convertendo ao Islã para tomar esposas muçulmanas, clérigos como Abdullah al-Sharqawi, que chefiava o governo ou divã de Napoleão no Cairo, posteriormente descreveram os franceses como: "'materialistas, filósofos libertinos ... [que] negam a ressurreição, e a vida após a morte, e ... [os] profetas" enquanto para o francês, o matemático Joseph Fourier lamentou que "a religião muçulmana de forma alguma permitiria o desenvolvimento da mente".
A Batalha das Pirâmides marcou o início do fim de sete séculos de domínio mameluco no Egito. Apesar deste início auspicioso, a vitória do almirante britânico Horatio Nelson na Batalha do Nilo dez dias depois efetivamente encerrou as ambições de Napoleão no Egito.

## Representações culturais

### Pintura
Por uma questão de propaganda, Bonaparte decidiu chamar essa vitória de "Batalha das Pirâmides", um nome mais glorioso do que "Batalha do Cairo" ou "Batalha de Embabech" (onde o acampamento de Mourad Bey estava localizado e onde a luta realmente ocorreu), dando assim a impressão de ter ocorrido ao pé dos famosos monumentos. É também assim que o imaginário coletivo muitas vezes a representa, principalmente nas pinturas. Na realidade, as pirâmides deveriam ser no máximo vagamente visíveis no horizonte.

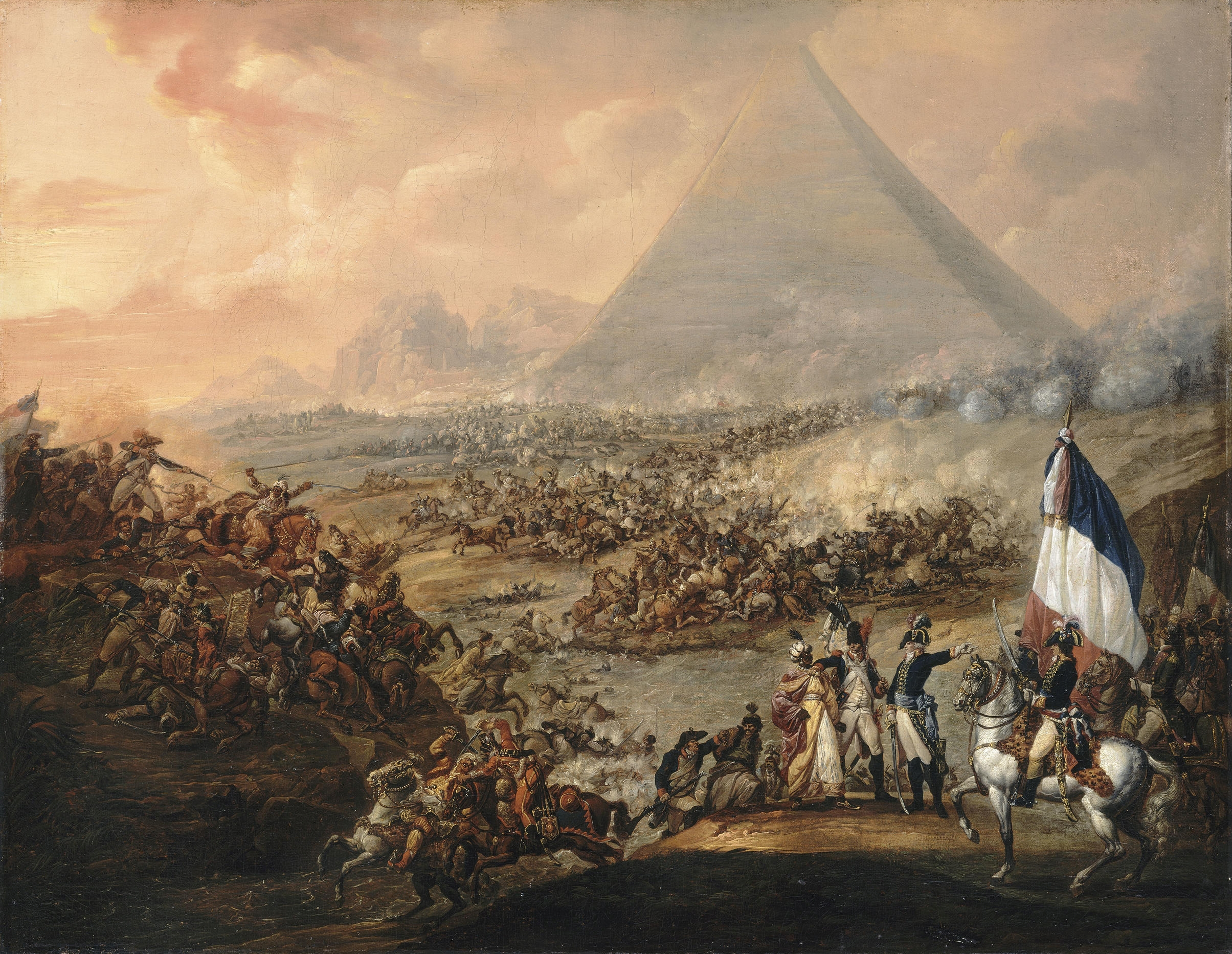
François-Louis-Joseph Watteau.
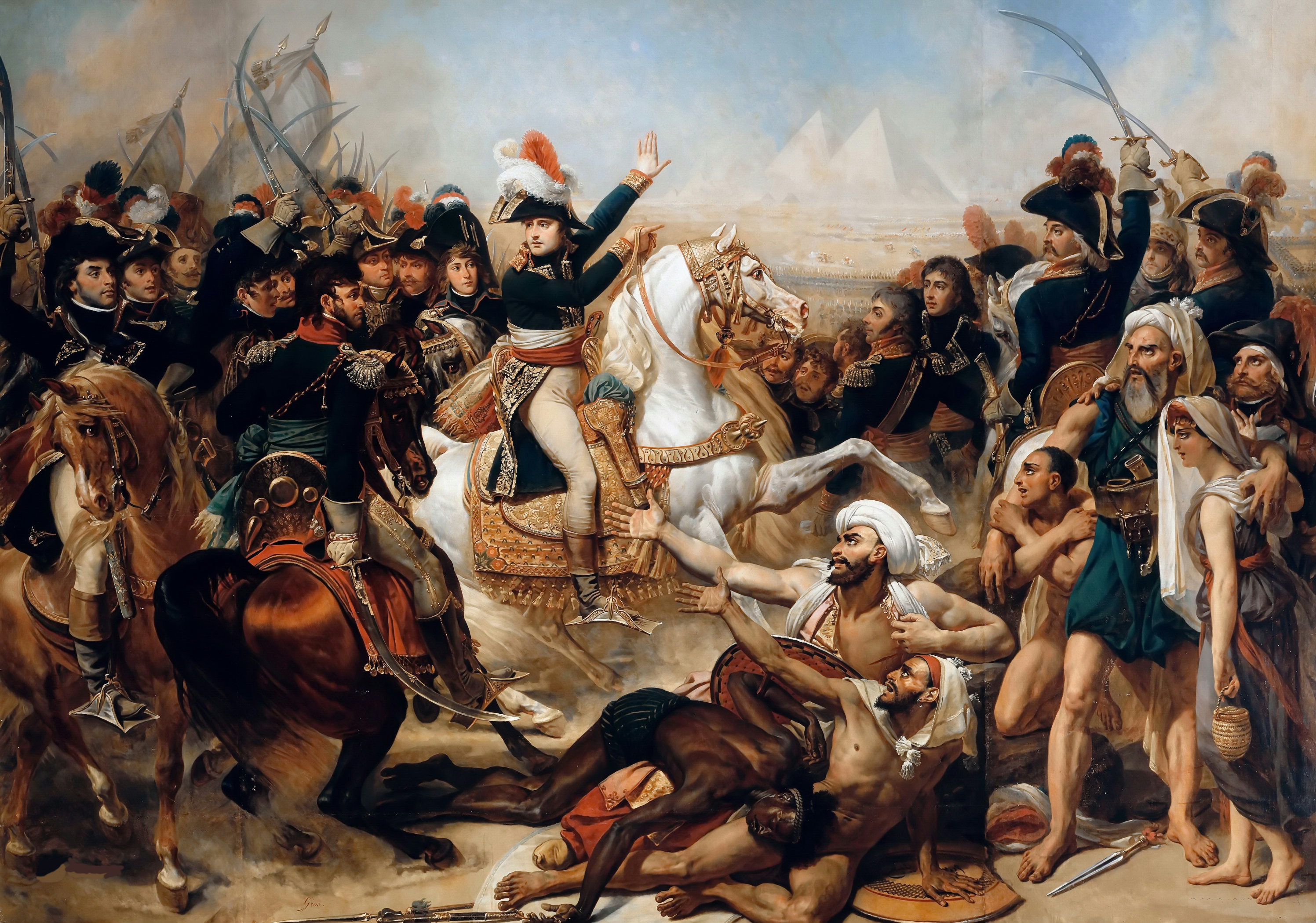
Antoine-Jean Gros.
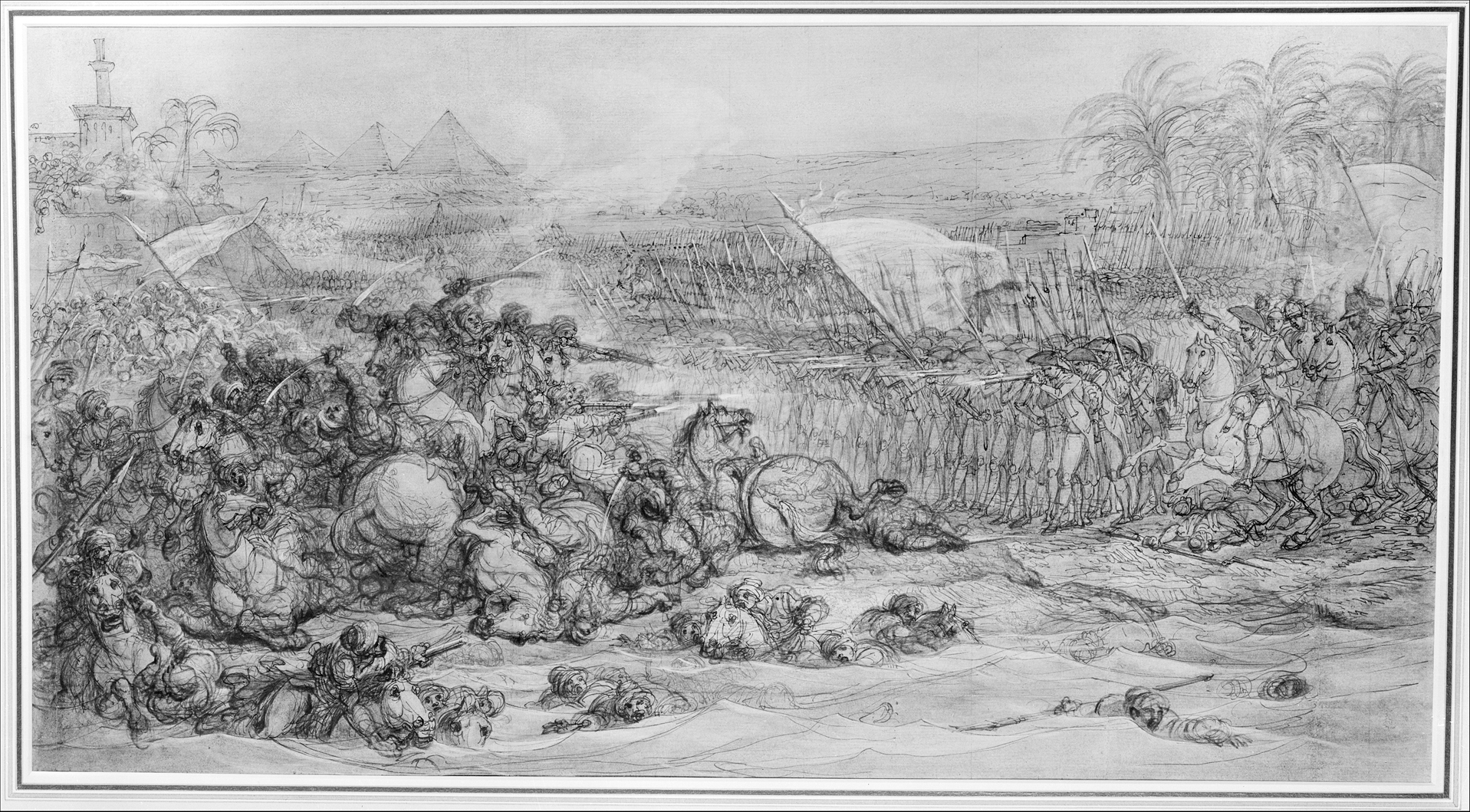
François-André Vincent.
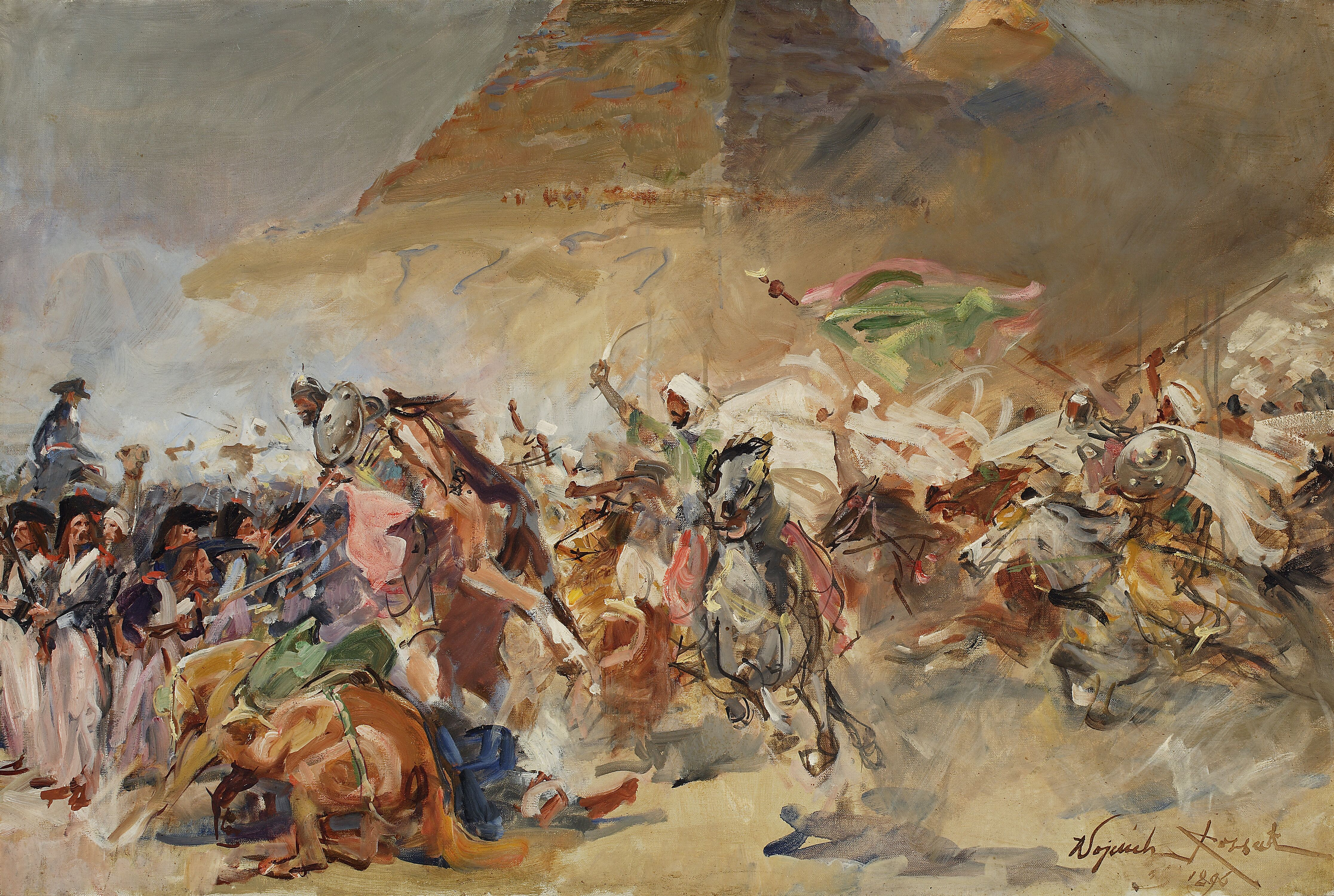
Wojciech Kossak.
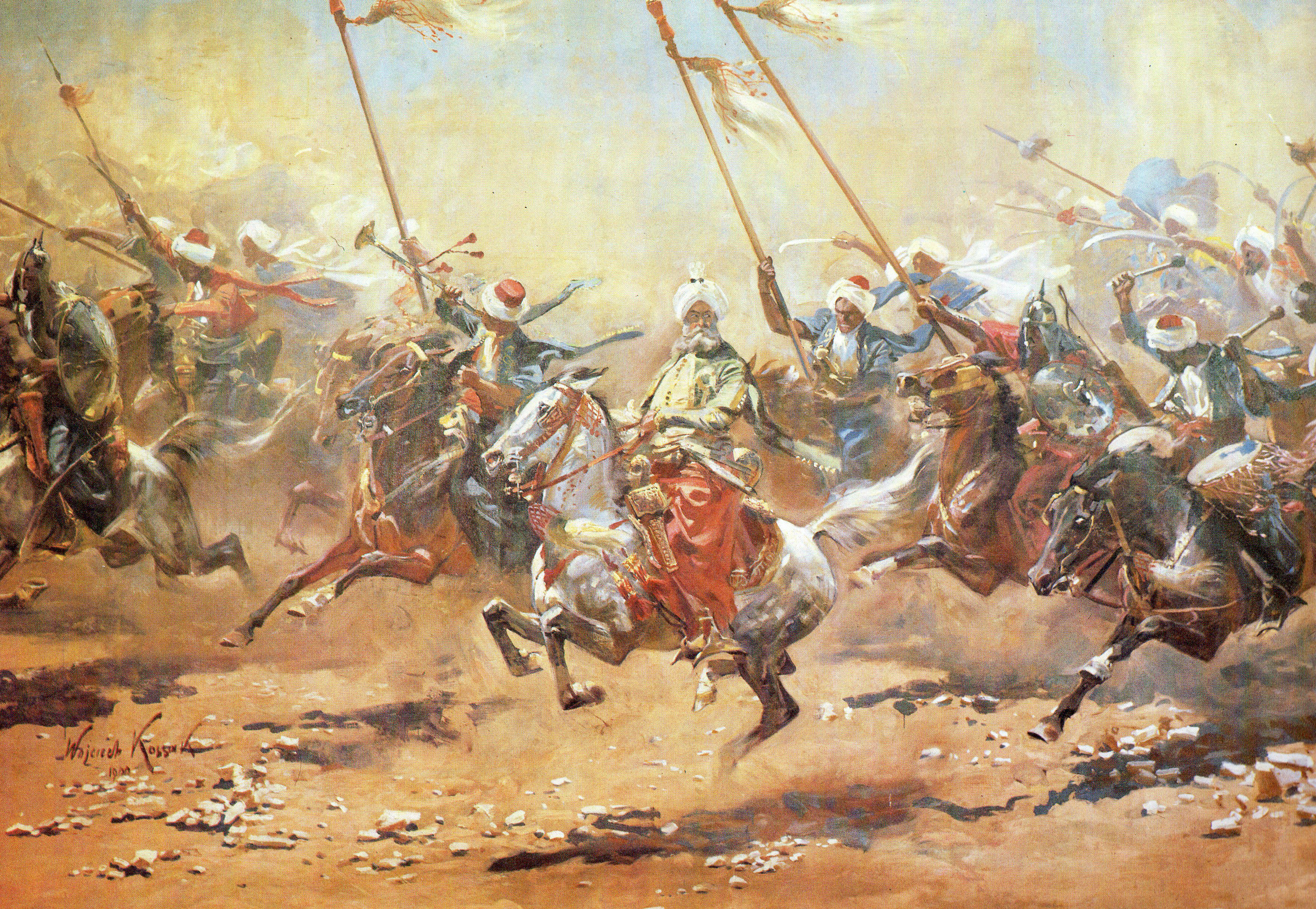
Wojciech Kossak.

### Literatura
A Batalha das Pirâmides serve de ponto de partida para Uma Paixão no Deserto, um conto de Honoré de Balzac, cuja continuação se passa durante a expedição ao Alto Egito. “Episódio de uma epopeia que se poderia chamar Os franceses no Egito […] Durante a expedição do general Desaix ao Alto Egito, um soldado que havia caído nas mãos de Maugrabins foi levado por esses árabes para além das cataratas do Nilo. Neste momento, Bonaparte estava viajando pelo Egito”.

### Jogos de simulação histórica
- Les Pyramides 1798, de Frédéric Bey e Marc Brandsma (série Jours de Gloire, Vae Victis no 23, 1998).

- Cenário La bataille des Pyramides, no jogo Morne Plaine.

### Vídeo games
- A Batalha das Pirâmides aparece no jogo Napoleon: Total War, da Sega (2010).

### Lugares nomeados em sua homenagem
- Place des Pyramides, em Paris.